# Branko Stanković
Branislav "Branko" Stanković (en serbio cirílico: Бpaниcлaв "Бpaнкo" Cтaнкoвић; 31 de octubre de 1921 – 20 de febrero de 2002) fue un futbolista internacional y entrenador serbobosnio. Jugó como defensa lateral, principalmente con el Estrella Roja de Belgrado, y fue internacional con la selección de Yugoslavia. Como entrenador fue campeón de liga en Yugoslavia, Grecia y Turquía.

## Carrera profesional

### Como jugador
Stanković nació en Sarajevo y entró en la academia de juveniles del SK Slavija Sarajevo en 1936. Debutó con el primer equipo en 1939 y permaneció dos temporadas, ya que en 1941 fichó por el BSK Beograd.
Tras la Segunda Guerra Mundial, en 1946, firmó por el Estrella Roja de Belgrado, donde jugó cerca de 200 partidos oficiales. Debido a su estilo de juego, se ganó el apodo de Embajador. Su juego influyó en posteriores jugadores como Bruno Belin, Milovan Đorić, Fahrudin Jusufi o Petar Krivokuća. Fue un jugador fuerte, rápido y valiente, con buen remate de cabeza. Terminó su carrera en 1958, pocos meses antes de cumplir 37 años.

### Selección nacional
Fue internacional en 61 ocasiones con Yugoslavia, participó en las Copas Mundiales de 1950 y 1954, así como en los Juegos Olímpicos de 1948 y 1952.

#### Participaciones en Juegos Olímpicos
| Torneo                  | Sede     | Resultado |
| ----------------------- | -------- | --------- |
| Juegos Olímpico de 1948 | Londres  | Plata     |
| Juegos Olímpico de 1952 | Helsinki | Plata     |

### Como entrenador
Comenzó su carrera como entrenador en Sarajevo en 1960, como entrenador del Željezničar. Más tarde, dirigió a su exequipo, el Estrella Roja de Belgrado, al que llevó a la final de la Copa de la UEFA 1979. Además del Estrella Roja, también entrenó a varios equipos en diferentes países, como Fenerbahçe SK y Beşiktaş J. K. de Turquía, el FC Porto en Portugal, el AEK Atenas, Aris Salónica y PAOK en Grecia. También entrenó al Olimpija Ljubljana y FK Vojvodina. Durante 1966, también fue co-entrenador de la selección de Yugoslavia, junto con Aleksandar Tirnanić, Miljan Miljanić, Rajko Mitić y Vujadin Boškov.
También es famoso por su incidente con uno de los jugadores más populares yugoslavas durante ese tiempo, Dragan Stojković, quien se retiró de un entrenamiento en 1989.

## Palmarés

### Jugador
BSK Beograd (1941–1945)
- Primera Liga de Yugoslavia (2)

- 1942–43, 1943–44

 Estrella Roja (1946–1958)
- Primera Liga de Yugoslavia
  - Campeón (4): 1951, 1952–53, 1955–56, 1955–57

- Copa de Yugoslavia
  - Campeón (3): 1948, 1949, 1950

### Entrenador
FK Vojvodina (1964–1967)
- Primera Liga de Yugoslavia (1)

- 1965–66

 AEK Atenas (1968–1973)
- Liga de Grecia (1)

- 1970–71

 Estrella Roja (1978–1981, 1988–1989)
- Primera Liga de Yugoslavia (2)

- 1979–80, 1980–81

 Fenerbahçe (1982–1984, 1986–1987)
- Liga de Turquía (1)

- 1982–83

- Copa de Turquía (1)

- 1982–83

 Beşiktaş (1984–1986)
- Liga de Turquía (1)

- 1985–86

- Datos: Q933257
- Multimedia: Branko Stanković (footballer) / Q933257